# لوتارف دی-۳۶
ایوچنکو پراگرس دی-۳۶ (با نام لوتارف دی-۳۶ نیز شناخته می‌شود) یک توربوفن بای-پس با سه محور است که هم‌اکنون توسط شرکت اوکراینی موتور سیچ تولید می‌شود.